# ATC kod S03
ATC kod S03 Oftalmološki i otološki preparati su terapeutska podgrupa sistema za anatomsko terapeutsko hemijsku klasifikaciju. Ovaj sistem alfanumeričkih kodova je razvio  za klasifikaciju lekova i drugih medicinskih proizvoda.  Podgrupa S03 je deo anatomske grupe S Senzorni organi.

Kodovi za veterinarsku upotrebu (ATCvet kodovi) se mogu formirati stavljanjem slova Q ispred humanih ATC kodova: QS03... 
Nacionalna izdanja ATC klasifikacije mogu da obuhvataju dodatne kodove koji nisu prisutni na ovoj listi.

### S03AA Antiinfektivi
S03AA01 Neomicin
S03AA02 Tetraciklin
S03AA03 Polimiksin B
S03AA04 Hlorheksidin
S03AA05 Heksamidin
S03AA06 Gentamicin
S03AA07 Ciprofloksacin
S03AA08 Hloramfenikol
S03AA30 Antiinfektivi, kombinacije

## S03B Kortikosteroidi

### S03BA Kortikosteroidi
S03BA01 Deksametazon
S03BA02 Prednizolon
S03BA03 Betametazon

## S03C Kortikosteroidi i antiinfektivi u kombinaciji

### S03CA Kortikosteroidi i antiinfektivi u kombinaciji
S03CA01 Deksametazon i antiinfektivi
S03CA02 Prednizolon i antiinfektivi
S03CA04 Hidrokortizon i antiinfektivi
S03CA05 Fludrokortizon i antiinfektivi
S03CA06 Betametazon i antiinfektivi